# Ergavia drucei
Ergavia drucei är en fjärilsart som beskrevs av William Schaus 1901. Ergavia drucei ingår i släktet Ergavia och familjen mätare. Inga underarter finns listade i Catalogue of Life.